# 科津 (米羅諾夫卡區)
49°42′3″N 31°6′35″E / 49.70083°N 31.10972°E

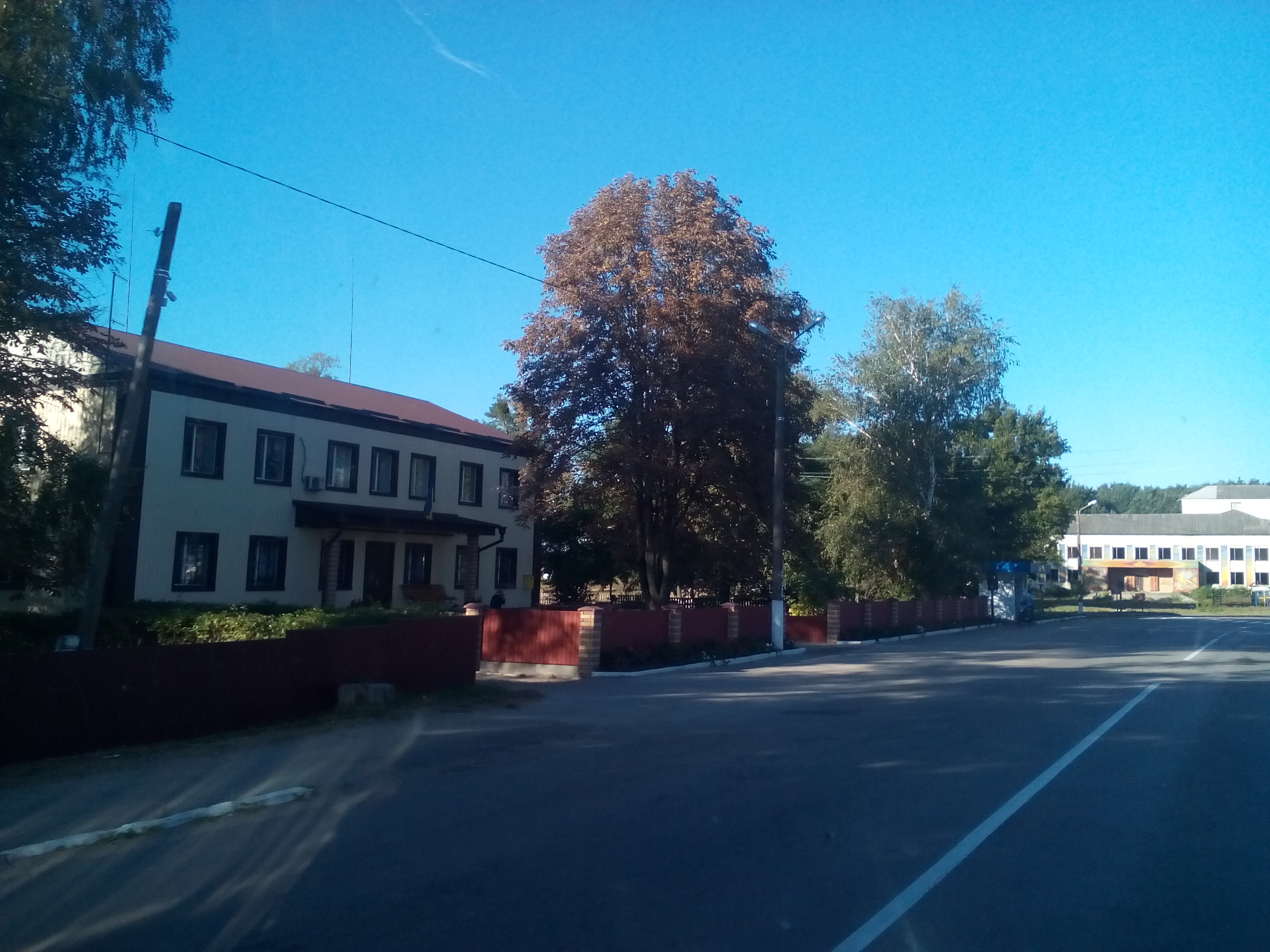

科津（烏克蘭語：Козин）是位於烏克蘭北部的村莊，由基辅州奧布希夫區的米羅尼夫卡市鎮負責管轄。該村始建於1500年，面積29.4平方公里，海拔高度106米，2001年人口1,304，人口密度每平方公里44.4人。